# Příběhy tisíce a jedné noci
Eduard Petiška zpracoval kromě Starých řeckých bájí a pověstí také slavné orientální příběhy Tisíce a jedné noci. Na poli podivuhodných dobrodružství a mytických postav je čtenář konfrontován s obyčejnými lidmi, jejich problémy a řešeními. I když se životní příběhy odehrávají v dávné minulosti v tajemném orientu, jsou v mnohém podobné těm dnešním. Mají tedy také vzdělávací přínos, tím že reflektují archetypické postoje a jednání, které byly kronikáři zaznamenávány po tisíce let.
„Jistě znáš, králi, zvláštní druh smutku, který přichází a nevíš odkud, je tu a nevíš proč, a jen hledáš, čím bys jej zaplašil. I moudrý chalífa Hárún ar-Rašíd býval občas navštíven takovým smutkem. Ale není dobré zabývat se dlouho sebou samým, to zvětšuje sklíčenost. Proto léčil Hárún ar-Rašíd svou smutnou náladu starostmi jiných. V přestrojení procházel s vezírem Džafarem a s černým otrokem Masrúrem ulicemi Bagdádu, naslouchal, o čem lidé mluví a kde bylo třeba, postaral se o spravedlnost. Pro osudy jiných lidí zapomínal na svůj smutek.”
„Ale ďábel lakoty patří k ďáblům, které nic nenasytí. Při pohledu na svých padesát velbloudů jsem zatoužil, abych měl ještě o deset víc.”
„A bubny nepřestávaly bubnovat, flétny vyhrávat a pěvkyně zpívat. Tvář noci jiskřila na nebi i na zemi a jasná ústa luny se usmívala. Buď sláva Pánu světa, který řídí běh času, hvězd a všech nás lidí. Co dopřál Šahrazádě, kéž nám dopřeje: život, v němž vítězí vždy znovu naděje.”
(Úryvky z knihy)

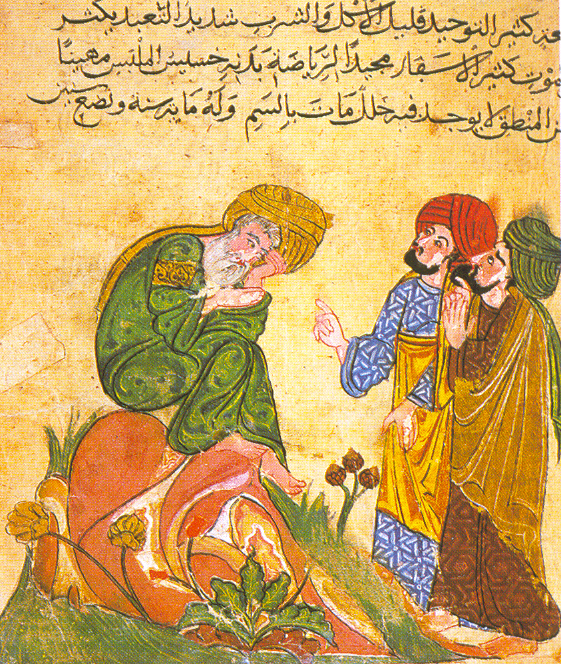
Sbírka tisíc a jedna noc patří k základním dílům světové literatury.

Kniha obsahuje tyto příběhy: O kupci a džinovi; O králi Júnánovi a mudrci Dúbánovi; O hrbáčovi; O zloději s opicí; O ebenovém koni; O ženě jednoho vezíra; O důvěřivém muži; O zlatníkově manželce; O Aladdinovi a kouzelné lampě; O čarodějce, která nebyla čarodějkou; O ukradeném měšci; O kupci v městě taškářů; O Alí Babovi, čtyřiceti loupežnících a chytré otrokyni; O kupci a olivách; O slepém Abdalláhovi; O nevěrné a věrné ženě; O mužích ve skříni; O člověku a zvířatech; O Sindibádu mořeplavci; O milosrdném psu; O milosrdném Džaudarovi; O dobráku Marúfovi; Každou noc jiskřily hvězdy nad městy.
Kniha vyšla v několika vydáních, první ilustroval Karel Teissig, informace o dalších vydáních jsou obsažena v knize: "Eduard Petiška Bibliografie", kterou zpracovala Věra Vladyková, vydané ve dvou vydáních nakladatelstvím Odeon v roce 1999 a dostupné on-line.